# Erkenning van gebarentalen
De erkenning van gebarentalen blijft een van de grootste strijdpunten van de internationale dovengemeenschap. De vertaling van zo'n erkenning in wetten kan van land tot land sterk verschillen. In sommige landen is de nationale gebarentaal een officiële landstaal, in enkele andere landen heeft ze een beschermde status. Zo'n (symbolische) erkenning garandeert echter niet steeds een effectieve verbetering in het leven van gebarentaalgebruikers.

## Europa

### België

#### Franse Gemeenschap
De Frans-Belgische Gebarentaal (LSFB) werd in oktober 2003 erkend door het Parlement van de Franse Gemeenschap. Een adviescommissie werd opgericht die op vraag van de regering of op eigen initiatief beleidsaanbevelingen aflevert.

#### Vlaamse Gemeenschap
De Vlaamse Gebarentaal (VGT) werd erkend op 26 april 2006. Een petitie van het Doof Actie Front, met meer dan 70.000 handtekeningen op minder dan vier maanden, verplichtte het Vlaams Parlement om de erkenning te bestuderen. Het decreet houdt de volgende punten in:
- de culturele erkenning van de Vlaamse Gebarentaal;
- de oprichting van een adviescommissie, met vertegenwoordiging van alle betrokkenen, die adviezen zal verstrekken aan de Vlaamse overheid over het beleid inzake het gebruik van de Vlaamse Gebarentaal;
- de structurele subsidiëring van het onderzoek naar en de verdere ontwikkeling van de Vlaamse Gebarentaal;
- de erkenning van de Vlaamse Gebarentaal houdt ook minstens een intentieverklaring in dat Vlaanderen bereid is te werken aan heikele punten zoals het beperkt aantal tolkuren, het statuut van de tolken Vlaamse Gebarentaal enzovoorts.  De op te richten adviescommissie zal een belangrijk hulpmiddel zijn om deze punten gericht aan te pakken.

### Denemarken
De Deense Gebarentaal (DDL) is de eerste onderwijstaal in het dovenonderwijs en deel van het curriculum.

### Finland
De Finse Gebarentaal (SVK) en haar gebruik worden grondwettelijk erkend. "Sec. 17: [...] De rechten van personen die gebarentaal gebruiken en van personen die nood hebben aan vertolking of vertaling vanwege een handicap, zullen bij wet gegarandeerd worden." In 1996 werd een werkgroep opgericht om te bestuderen hoe deze grondwettelijke rechten vertaald konden worden in de praktijk en hoe ze konden leiden tot amendementen op bestaande wetgeving.

### Nederland
In 2019 is een  initiatiefwetsvoorstel ingediend door drie politieke partijen: ChristenUnie,  PvdA en  D66, in nauwe samenwerking met Dovenschap.
De Nederlandse Gebarentaal (NGT) is op 13 oktober 2020 wettelijk erkend. De initiatiefwet van Attje Kuiken (PvdA), Carla Dik-Faber (CU) en Jessica van Eijs (D66), ondersteund door de Kerngroep Erkenning NGT van Dovenschap, Corrie Tijsseling en Eva Westerhoff van het Nederlands Gebarencentrum, Trude Schermer en Daniël Scheper, werd met algemene stemmen aanvaard door de  Eerste Kamer. Eerder werd de wet unaniem door de  Tweede Kamer aangenomen. Boris Dittrich lichtte namens de hele Eerste Kamer toe waarom deze wettelijke erkenning meer is dan een juridisch  erkenning. "Erkenning van de Nederlandse Gebarentaal draagt bij aan de bekendheid en het serieus nemen ervan en vergemakkelijkt daarmee de inzet van  tolken... Het gaat ook over de waardigheid en identiteit, de erkenning dat de Nederlandse Gebarentaal een volwaardige taal is. Voor de grote gemeenschap van doven en slechthorenden in Nederland is de taal hun moedertaal".
De juridische erkenning van NGT kent een lange weg van ruim dertig jaar, waaraan veel dove mensen zoals Herman Scheper, Johan Wesemann, Martie Koolhof, Alice van de Garde en Benny Elferink een belangrijke bijdrage hebben geleverd.
In 1998 is aangegeven door de toenmalige staatssecretarissen van  VWS en  OC&W dat NGT juridisch erkend zou worden als het lexicon  gestandaardiseerd zou worden. Het Basis- en Onderwijslexicon werd met het STABOL-project (1999-2002) gestandaardiseerd, maar juridische erkenning bleef uit. NGT kon niet in de grondwet erkend worden omdat het Nederlands niet in de grondwet staat, en ook niet als minderheidstaal zoals het Fries en Nedersaksisch, omdat NGT zich niet beperkt tot een afgebakende regio. Het Fries werd erkend via een handvest van bescherming van minderheidstalen. Nederland heeft het VN-verdrag voor de rechten van mensen met een  handicap ondertekend en heeft de plicht om te zorgen voor toegankelijkheid tot informatie voor mensen met een handicap.
De kern van de wet is de juridische erkenning van NGT als een officiële taal in Nederland, naast het Nederlands en het Fries (erkend sinds 2013). Deze wettelijke erkenning houdt in dat dove mensen het recht hebben om de NGT te gebruiken en informatie te krijgen in de NGT.
Naast de (symbolische) erkenning als officiële taal wil het wetsvoorstel ook het gebruik van de NGT bevorderen. Hiervoor ligt de verantwoordelijkheid bij de  Minister van Binnenlandse Zaken en Koninkrijksrelaties, omdat deze verantwoordelijk is voor het taalbeleid in Nederland, en voor overheidscommunicatie. Deze Minister krijgt de taak om een beleid te voeren dat erop gericht is te bevorderen dat er vaker gebruik gemaakt wordt van de NGT bij openbare toespraken van het kabinet, in het bestuurlijk verkeer en het rechtsverkeer. De Minister moet over het gevoerde beleid jaarlijks rapporteren aan de Tweede Kamer. Voorbeelden van meer NGT-gebruik zijn: openbare toespraken van het kabinet, de wekelijkse persconferentie van de minister-president op vrijdag na de ministerraad, en het kunnen afleggen van de eed in NGT in bestuurlijk verkeer.
De wet voorziet in de oprichting van een adviescollege voor de NGT. Dit adviescollege zal de Minister van Binnenlandse Zaken en Koninkrijksrelaties adviseren over het beleid om het gebruik van de NGT te bevorderen. In de praktijk zal het adviescollege ondergebracht worden onder het Nederlands Gebarencentrum, dat ook de leden van het adviescollege zal voordragen.

### Oostenrijk
De Oostenrijkse Gebarentaal (ÖGS) werd op 6 juli 2005 grondwettelijk erkend. In artikel 8 van de Oostenrijkse grondwet staat "De Oostenrijkse Gebarentaal is hierbij erkend. Meer zal worden geregeld in verdere wetgeving".

### Portugal
De Portugese Gebarentaal is grondwettelijk erkend. Artikel 74 van de Portugese Grondwet stelt dat "de Portugese Gebarentaal moet beschermd en gewaardeerd worden als een middel voor culturele expressie en als een middel voor toegankelijkheid tot onderwijs en gelijke kansen".

### Spanje
De Spaanse Gebarentaal (LSE) en de Catalaanse Gebarentaal (LSC) werden op 28 juni 2007 erkend door de Spaanse regering. Andere Spaanse gebarentalen zijn nog niet wettelijk geregeld.

### Zweden
Een wet uit 1981 geeft Zweedse Doven het recht om tweetalig onderwijs te volgen. Tevens wordt de Zweedse Gebarentaal aangeboden als een vreemde taal in het normale onderwijs.

## Wereldwijd

### Nieuw-Zeeland
De Nieuw-Zeelandse Gebarentaal (New Zealand Sign Language, NZSL) werd begin 2006 een van de drie officiële landstalen van Nieuw-Zeeland, naast het Engels en het Maori. Het is wereldwijd de eerste en vooralsnog enige gebarentaal die de status van een officiële landstaal heeft verkregen.

### Oeganda
De Oegandese Gebarentaal (USL) is grondwettelijk erkend: "Artikel XXIV (iii): De staat zal de ontwikkeling van een gebarentaal voor de doven ondersteunen." In de praktijk is er echter weinig tot niets veranderd voor de doven in Oeganda.